# Collegio uninominale Campania 2 - 05 (2017)
Il collegio elettorale uninominale Campania 2 - 05 è stato un collegio elettorale uninominale della Repubblica Italiana per l'elezione della Camera dei deputati tra il 2017 ed il 2022.

## Territorio
Come previsto dalla legge elettorale italiana del 2017, il collegio era stato definito tramite decreto legislativo all'interno della circoscrizione Campania 2.
Era formato dal territorio di 24 comuni: Aversa, Cancello ed Arnone, Carinaro, Casal di Principe, Casaluce, Casapesenna, Castel Volturno, Cesa, Francolise, Frignano, Grazzanise, Gricignano di Aversa, Lusciano, Orta di Atella, Parete, San Cipriano d'Aversa, San Marcellino, Santa Maria la Fossa, Sant'Arpino, Succivo, Teverola, Trentola Ducenta, Villa di Briano e Villa Literno.
Il collegio era quindi interamente compreso nella provincia di Caserta.
Il collegio era parte del collegio plurinominale Campania 2 - 02.

## Eletti
| Elezione | Elezione | Deputato        | Partito               |
| -------- | -------- | --------------- | --------------------- |
|          | 2018     | Nicola Grimaldi | Movimento 5 Stelle    |
|          | 2022     | Nicola Grimaldi | Insieme per il futuro |

## Dati elettorali

### XVIII legislatura
Come previsto dalla legge elettorale, 232 deputati erano eletti con sistema a maggioranza relativa in altrettanti collegi uninominali a turno unico.
| Candidati              | Candidati                 | Voti    | %     | Liste                                | Voti    | %     |
| ---------------------- | ------------------------- | ------- | ----- | ------------------------------------ | ------- | ----- |
|                        | Nicola Grimaldi ✔️ Eletto | 86 419  | 52,77 | Movimento 5 Stelle                   | 86 419  | 52,77 |
|                        | Giuseppina Castiello      | 49 820  | 30,42 | Forza Italia                         | 32 356  | 19,76 |
| Fratelli d'Italia      | Giuseppina Castiello      | 49 820  | 30,42 | 8 257                                | 5,04    |       |
| Lega                   | Giuseppina Castiello      | 49 820  | 30,42 | 7 721                                | 4,71    |       |
| Noi con l'Italia - UDC | Giuseppina Castiello      | 49 820  | 30,42 | 1 486                                | 0,91    |       |
|                        | Marianna Dell'Aprovitola  | 18 986  | 11,59 | Partito Democratico                  | 14 694  | 8,97  |
| Civica Popolare        | Marianna Dell'Aprovitola  | 18 986  | 11,59 | 1 661                                | 1,01    |       |
| +Europa                | Marianna Dell'Aprovitola  | 18 986  | 11,59 | 1 385                                | 0,85    |       |
| Italia Europa Insieme  | Marianna Dell'Aprovitola  | 18 986  | 11,59 | 1 246                                | 0,76    |       |
|                        | Carlo Corvino             | 2 667   | 1,63  | Liberi e Uguali                      | 2 667   | 1,63  |
|                        | Pasquale Bruno            | 2 563   | 1,56  | Italia agli Italiani                 | 2 563   | 1,56  |
|                        | Angela Di Foggia          | 1 438   | 0,88  | Potere al Popolo!                    | 1 438   | 0,88  |
|                        | Anna Vota                 | 538     | 0,33  | CasaPound                            | 538     | 0,33  |
|                        | Filomena Velotti          | 500     | 0,31  | Il Popolo della Famiglia             | 500     | 0,31  |
|                        | Luca Paolucci             | 339     | 0,21  | Partito Comunista                    | 339     | 0,21  |
|                        | Valerio Mottola           | 198     | 0,12  | Lista del Popolo per la Costituzione | 198     | 0,12  |
|                        | Giovanna Giacobone        | 170     | 0,10  | Per una Sinistra Rivoluzionaria      | 170     | 0,10  |
|                        | Aniello Guido             | 140     | 0,09  | Partito Valore Umano                 | 140     | 0,09  |
| Totale                 | Totale                    | 163 778 | 100   |                                      | 163 778 | 100   |
|                        |                           |         |       |                                      |         |       |
| Voti non validi        | Voti non validi           | 5 230   | 3,09  |                                      |         |       |
| Votanti                | Votanti                   | 169 008 | 68,35 |                                      |         |       |
| Elettori               | Elettori                  | 247 277 |       |                                      |         |       |